# Międzyborów (gromada)
Międzyborów – dawna gromada, czyli najmniejsza jednostka podziału terytorialnego Polskiej Rzeczypospolitej Ludowej w latach 1954–1972.
Gromady, z gromadzkimi radami narodowymi (GRN) jako organami władzy najniższego stopnia na wsi, funkcjonowały od reformy reorganizującej administrację wiejską przeprowadzonej jesienią 1954 do momentu ich zniesienia z dniem 1 stycznia 1973, tym samym wypierając organizację gminną w latach 1954–1972.
Gromadę Międzyborów z siedzibą GRN w Międzyborowie utworzono – jako jedną z 8759 gromad na obszarze Polski – w powiecie grodziskomazowieckim w woj. warszawskim, na mocy uchwały nr VI/10/4/54 WRN w Warszawie z dnia 5 października 1954. W skład jednostki weszły obszary dotychczasowych gromad Bieganów, Henryszew, Mariampol i Sade Budy ze zniesionej gminy Żyrardów-Wiskitki w tymże powiecie. Dla gromady ustalono 20 członków gromadzkiej rady narodowej.
1 stycznia 1959 z gromady Międzyborów wyłączono część obszaru osady Międzyborów o powierzchni około 66 ha, włączając ją do miasta Żyrardów (powiat miejski) w tymże województwie.
31 grudnia 1959 do gromady Międzyborów przyłączono wsie Grądy i Teklinów ze znoszonej gromady Kozłowice Nowe w tymże powiecie.
Gromadę zniesiono 1 stycznia 1969, a jej obszar włączono do gromad Korytów A (wsie Bieganów i Mariampol), Wiskitki (wsie Grądy, Henryszew i Teklin) i Jaktorów (wsie Międzyborów i Sade Budy) w tymże powiecie.